# Muséum de Toulouse
Muséum de Toulouse (Muzeul Toulouse), câteodată prescurtat MHNT (de la Muséum d'Histoire Naturelle de la ville de Toulouse) este un muzeu de istorie naturală localizat în Toulouse, Franța. Muzeul cuprinde o colecție care numără mai mult de 2,5 milioane de exponate și o suprafață de aproximativ 3000 metri pătrați.